# إلين مكدونالد
إلين مكدونالد (بالإنجليزية: Elaine McDonald)‏ هي راقصة باليه بريطانية، ولدت في 2 مايو 1943، وتوفيت في 8 ديسمبر 2018.